# Brittiska Borneo

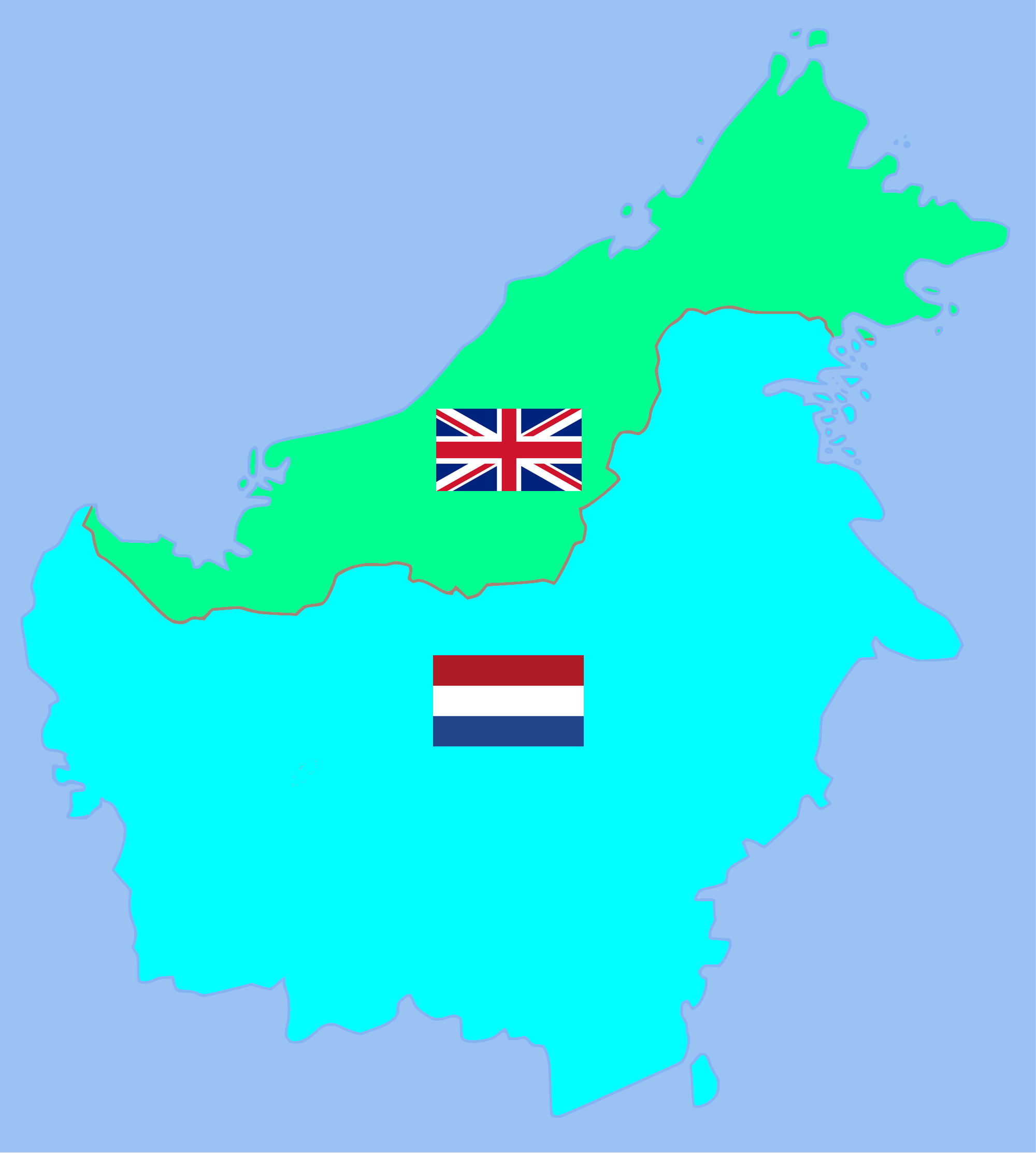

Brittiska Borneo var en brittisk koloni mellan 1848 och 1963, som omfattade norra delen av ön Borneo. Den var indelad i flera mindre besittningar som Brunei, Sabah, Sarawak och Labuan. Brittiska Borneo kom sedan att utgöra östra delen av Malaysia och Brunei.